# اتین پاسکیه
اتین پاسکیه (به فرانسوی: Étienne Pasquier) شاعر، مورخ، سیاستمدار و حقوقدان قرن شانزدهم میلادی اهل فرانسه است.